# Graffiti Bridge (film)
Graffiti Bridge è un rock musical di genere drammatico del 1990 scritto, diretto, e interpretato da Prince. Si tratta del sequel del suo primo film, Purple Rain uscito nel 1984. Come Purple Rain, è stato accompagnato da una colonna sonora anch'essa intitolata Graffiti Bridge.

## Trama
Sei anni dopo Purple Rain, The Kid ha ricevuto in eredità dal precedente proprietario il "First Avenue" (ora ribattezzato "Glam Slam"), il club dove si esibisce. La sua esistenza è molto solitaria: vive all'interno del locale e divide il proprio tempo tra comporre musica e scrivere lettere al padre defunto.
Vicino al Glam Slam, agli angoli del Seven Corners, ci sono altri club che si contendono la clientela, libera di entrare e uscire da ogni locale. Morris è il proprietario del "Pandemonium", ma condivide anche le quote del Glam Slam con The Kid, ed è fermamente deciso a sbarazzarsi, in un modo o nell'altro, dei concorrenti.
Di fronte ai ricatti di Morris e al calo continuo di clienti, The Kid, anche se il pubblico pare non gradirlo più, sfida musicalmente l'avversario. Nella vicenda però compare Aura, un attraente Angelo che per nascondersi vive sotto a un ponte coperto di graffiti dormendo in una scatola di cartone. Pur avendo il potere di apparire e svanire sul palco e di sedurre chiunque, lo scopo del suo invio sulla Terra è quello di riportare The Kid e Morris sulla retta via. Di fronte all'aggressività di Morris e alla bontà d'animo di The Kid, Aura sceglie di ispirare quest'ultimo per farlo trionfare nello scontro musicale. Alla fine Aura muore lasciando The Kid vincitore grazie a una struggente ballata.

## Cast
La sceneggiatura ripropose il dualismo tra The Kid (Prince) e Morris (Morris Day) già vista in Purple Rain. Il ruolo dell'angelo Aura fu affidato a Ingrid Chavez, una musicista e poetessa (che nel 1992 sposò David Sylvian) già parte del clan di Prince da un paio d'anni e che aveva collaborato in Lovesexy. Per i ruoli dei proprietari degli altri club furono reclutate star della black music del calibro di George Clinton e Mavis Staples.

## Produzione
Il titolo "Graffiti Bridge" deriva da un ponte situato a Eden Prairie, Minnesota utilizzato come forma di espressione da molti artisti locali. Il manufatto è stato demolito nei primi anni 1990 per far posto a una nuova costruzione, ma è rimasto popolare nella cultura locale.
A partire da settembre del 1987, Prince iniziò a comporre e a raccogliere materiale per il progetto, il cui titolo era già definito. Una prima sceneggiatura prevedeva che Prince avrebbe interpretato "Camille Blue", Madonna un personaggio di nome "Ruthie Washington" e Cat Glover uno di nome "Vienna". 
Altri membri del suo clan avrebbero partecipato: Sheila E. come "Angel", Dr Fink come "Almost", Boni Boyer come "Big Sister", Atlanta Bliss come "Joshua", Eric Leeds come "Sax", Greg Brooks come "Gruff".
Le canzoni composte per la prima stesura furono subito incise ed erano: Ruthie Washington Jet Blues, Graffiti Bridge, Camille, Everything Could Be So Fine, The Question Of U, XYZ, Crucial, Power Fantastic, Beatown, Melody Cool, Big Tall Wall, The Grand Progression. 
Tuttavia Madonna rifiutò la proposta artistica un mese dopo e il cantiere fu sospeso fino alla fine del 1989.
Prince era diventato amico intimo di Kim Basinger con cui iniziò la ristesura del copione. 
Dopo avere inciso due nuove canzoni (Round And Round e New Power Generation), recuperò e revisionò il precedente materiale e quello di altri progetti. Mavis Staples si recò a Minneapolis per incidere Melody Cool, mentre Tevin Campbell fece Round And Round. Successivamente fu coinvolta Robin Herron, rapper ed ex ballerina della trasmissione Soul Train. Prince, dopo averla ribattezzata Robin Power, le offrì un ruolo nel cast e incisero due brani, dei quali uno solo (Number One) comparve nel film ma non nella colonna sonora. 
A Novembre del 1989, Prince e Albert Magnoli, che assieme avevano creato la Paisley Park Films, decisero di appoggiarsi ad Arnold Stiefel e Randy Phillips per ottenere il benestare della Warner Bros. Film Division, che sembrava poco interessata. L'idea di proporlo come sequel di Purple Rain garantì loro il via libera.
A dicembre 1989, la terza stesura era pronta con Kim Basinger e Jill Jones nei ruoli principali. 
Tuttavia Prince e Kim Basinger si erano lasciati, così una quarta stesura fu completata con l'unione dei due personaggi di "Angel" (Kim Basinger) e "Aura" (Jill Jones) in "Aura" ora affidata a Ingrid Chavez. A Jill Jones fu dato un ruolo secondario, la ragazza di The Kid. 
Dopo una lieve revisione, questa versione fu utilizzata per il copione definitivo. 
Le riprese si svolsero in un set allestito presso gli studi Paisley Park.

## Accoglienza
La première ebbe luogo il 1 novembre 1990 allo Ziegfeld Theater di New York, alla presenza del cast principale. Prince presenziò alla proiezione ma non al successivo party.
Per il film erano state programmate 1.400 sale negli Stati Uniti ma uscì effettivamente solo in 688. Commercialmente fu un flop: incassò 4.5 milioni di dollari e fu ritirato dagli schermi dopo un solo mese. Il budget originale di 8 milioni era stato sforato fino a 10 milioni ma la Warner Bros. aveva stimato il pareggio a 14 milioni per rientrare di tutti i costi.
Il film è stato pressoché unanimemente demolito dalla critica: oltre ai giudizi taglienti da parte di tutti i principali recensori ("Qui parliamo di un grande disastro, la dinamite che potrebbe demolire la reputazione di Prince di genio del Pop. Qualcuno lo fermi prima che faccia un altro film", scrisse Richard Harrington sul Washington Post), ricevette ben cinque nomination ai Razzie Awards, tra cui Peggior film, Peggior Attore (Prince), peggior regista, peggior sceneggiatura e peggior esordiente (Ingrid Chavez). Tuttavia, non ottenne alcun Golden Raspberry a differenza di Under the Cherry Moon che quattro anni prima aveva "trionfato" in 5 categorie su 8 candidature assegnate.